# Pettine di Dirac

Un pettine di Dirac è una serie infinita di distribuzioni delta di Dirac intervallati a una distanza T

In matematica, il pettine di Dirac  (anche noto come treno di impulsi  o funzione di campionamento  in elettrotecnica, dove è una rappresentazione matematica del pettine di frequenze) è una distribuzione periodica costruita da una somma di delta di Dirac:
{\displaystyle \Delta _{T}(t)\ {\stackrel {\mathrm {def} }{=}}\ \sum _{k=-\infty }^{\infty }\delta (t-kT)}
con T periodo dato. Alcuni autori, in particolare Bracewell, così come alcuni autori di libro di testo di ingegneria elettrica e teoria dei circuiti, si riferiscono ad esso con il nome funzione Shah  (forse perché il suo grafico ricorda la forma della lettera cirillica sha Ш). Poiché la funzione pettine di Dirac è periodica, può essere rappresentata come una serie di Fourier:
{\displaystyle \Delta _{T}(t)={\frac {1}{T}}\sum _{n=-\infty }^{\infty }e^{i2\pi nt/T}.}

## Proprietà di riscalamento
La proprietà di scala segue direttamente dalle proprietà della funzione delta di Dirac
{\displaystyle \sum _{k=-\infty }^{\infty }\delta (t-kT)=|\alpha |\cdot \sum _{k=-\infty }^{\infty }\delta {\bigg (}\alpha \cdot (t-kT){\bigg )}.}

## Serie di Fourier
È chiaro che Δ T (t)  è periodica con periodo T. Ovvero
{\displaystyle \Delta _{T}(t+T)=\Delta _{T}(t)}
per ogni t.  La serie di Fourier per una tale funzione periodica è
{\displaystyle \Delta _{T}(t)=\sum _{n=-\infty }^{+\infty }c_{n}e^{i2\pi nt/T}\ }
dove i coefficienti di Fourier, c n  sono
| {\displaystyle c_{n}} | {\displaystyle ={\frac {1}{T}}\int _{t_{0}}^{t_{0}+T}\Delta _{T}(t)e^{-i2\pi nt/T}\,dt\quad (-\infty <t_{0}<+\infty )} |
|                       | {\displaystyle ={\frac {1}{T}}\int _{-T/2}^{T/2}\Delta _{T}(t)e^{-i2\pi nt/T}\,dt\ }                                   |
|                       | {\displaystyle ={\frac {1}{T}}\int _{-T/2}^{T/2}\delta (t)e^{-i2\pi nt/T}\,dt\ }                                       |
|                       | {\displaystyle ={\frac {1}{T}}e^{-i2\pi n\,0/T}\ }                                                                     |
|                       | {\displaystyle ={\frac {1}{T}}.\ }                                                                                     |

Tutti i coefficienti di Fourier sono 1 / T  e quindi:
{\displaystyle \Delta _{T}(t)={\frac {1}{T}}\sum _{n=-\infty }^{\infty }e^{i2\pi nt/T}.}

## Trasformata di Fourier
La trasformata di Fourier di un pettine di Dirac è anche un pettine di Dirac (proprietà condivisa con la funzione gaussiana di varianza 1).
Utilizzando rispettivamente la frequenza o la frequenza angolare la trasformazione si scrive:
Alle seguenti formule spesso ci si riferisce con il nome di "seconda formula di Poisson": infatti essa è unica, ma qui di seguito se ne mostreranno due rappresentazioni
equivalenti:
nel dominio della frequenza:
{\displaystyle \sum _{n=-\infty }^{\infty }\delta (t-nT)\quad {\stackrel {\mathcal {F}}{\longleftrightarrow }}\quad {1 \over T}\sum _{k=-\infty }^{\infty }\delta \left(f-{k \over T}\right)\quad =\sum _{n=-\infty }^{\infty }e^{i2\pi fnT}.}
nel dominio della pulsazione:
{\displaystyle \sum _{n=-\infty }^{\infty }\delta (t-nT)\quad {\stackrel {\mathcal {F}}{\longleftrightarrow }}\quad {\frac {2\pi }{T}}\sum _{k=-\infty }^{\infty }\delta \left(\omega -k{\frac {2\pi }{T}}\right)\quad =\sum _{n=-\infty }^{\infty }e^{i\omega nT}.}

## Campionamento e aliasing
La ricostruzione di un segnale continuo da campioni prelevati a intervalli di campionamento T  è fatto da una sorta di interpolazione, come per esempio la formula di interpolazione di Whittaker-Shannon. Matematicamente questo processo è spesso modellato come l'output di un filtro passa-basso il cui ingresso è un pettine di Dirac i cui denti sono stati ponderati in base ai valori del campione.
Tale pettine è equivalente al prodotto di un pettine di Dirac con il segnale originale continuo. 
Questa astrazione matematica è spesso descritta come "campionamento" ai fini di introdurre i temi dell'aliasing e il teorema del campionamento di Nyquist-Shannon.